# Earlville (Iowa)
Earlville é uma cidade localizada no estado americano de Iowa, no Condado de Delaware.

## Demografia
Segundo o censo americano de 2000, a sua população era de 900 habitantes.
Em 2006, foi estimada uma população de 855, um decréscimo de 45 (-5.0%).

## Geografia
De acordo com o United States Census Bureau tem uma área de
1,4 km², dos quais 1,4 km² cobertos por terra e 0,0 km² cobertos por água. Earlville localiza-se a aproximadamente 314 m acima do nível do mar.

## Localidades na vizinhança
O diagrama seguinte representa as localidades num raio de 16 km ao redor de Earlville.